# Budynek Fujifilm Polska
Budynek Fujifilm Polska – budynek biurowo-magazynowy znajdujący się przy ul. Płowieckiej 105/107 w Warszawie. Nagrodzony Nagrodą Roku SARP 1993.

## Położenie i charakterystyka
Budynek znajduje się przy ul. Płowieckiej 105/107 w dzielnicy Wawer, na terenie obszaru MSI Marysin Wawerski, w pobliżu linii kolejowej. Został zaprojektowany w 1992 roku w pracowni architektonicznej APA Kuryłowicz & Associates. Głównymi architektami byli Stefan Kuryłowicz, Ewa Kuryłowicz, Piotr Kuczyński i Rafał Pamuła (współpraca − Jacek Świderski). Za konstrukcję odpowiedzialni byli Jan Łaguna i Wojciech Kawecki. Wybór projektantów odbył się w oparciu o ogłoszony w czerwcu 1991 roku konkurs na koncepcję przyszłej inwestycji.
Budynek powstał w okresie lipiec 1992–1994 z przeznaczeniem na siedzibę inwestora − spółki Fujifilm Polska, polskiego dystrybutora japońskiego przedsiębiorstwa Fujifilm. Budynek składa się z trzech wyraźnie oddzielonych − architektonicznie i funkcjonalnie − części: biura, magazynu oraz aneksu sprzedażowego z niewielkim magazynem. Koszt realizacji przedsięwzięcia wraz z działką i uzbrojeniem wyniósł ok. 4,5 miliona dolarów amerykańskich. Grunt został zakupiony od działającej tu wcześniej spółdzielni piekarskiej.

## Architektura
Inwestycję zrealizowano na działce o powierzchni 6000 m². Kubatura budynku o konstrukcji żelbetowej płytowo-słupowej to 23 563 m³, powierzchnia całkowita 6 253 m², a użytkowa 5 750 m², z czego 3 937 m² przeznaczono na część magazynową. Zaprojektowano ok. 50 miejsc parkingowych.
Główne wejście znajduje się w parterowym aneksie sprzedażowym. Zdobią je stalowe portale, którą kształtem przypominać mają kasety na taśmy filmowe. Przed częścią handlową znajduje się taras z ogrodem z elementami z kamienia. Posadzono tu japońskie wiśnie. Budynek wyposażono w innowacyjny komputerowy system kamer i kart magnetycznych mogący śledzić przebywające w nim osoby.
Położonej najbliżej ulicy Płowieckiej najbardziej reprezentacyjnej części biurowej budynku architekci nadali formę sześcianu. Ma trzy kondygnacje nadziemne oraz jedną podziemną. Na elewację składają się ciemnozielone płyty kamienne, które nawiązują kolorystyką do barw identyfikacyjnych inwestora. Charakterystyczny, wygięty ku górze −  na wzór azjatyckich świątyń − dach stanowi odniesienie do tradycyjnej architektury Japonii. Okna są rozmieszczone nieregularnie i mają kształty kwadratów i prostokątów. Część biurową z magazynem komunikuje niewielki łącznik. Wnętrze tworzą niewielkie dwu- i trzyosobowe pokoje. Część ta posiada kwadratowe atrium o wysokości wszystkich kondygnacji z wieńczącym je wygiętym świetlikiem. Pierwotnie umieszczono w nim ladę nawiązującą kształtem do kasety filmowej, a w niszy przy schodach − kopię zbroi samuraja z XVII–XVIII wieku autorstwa Andrzeja Jakubiaka.
Magazyn ma prostą, surową formę prostopadłościanu o podstawie kwadratu. Nie ma okien. Elewację tworzą jasne panele Alucobond. Narożniki tej części są nieznacznie zaokrąglone. Wyposażona jest w trzy ruchome rampy do rozładowywania samochodów ciężarowych i dwie windy towarowe. Została zaprojektowana w głębi działki w ten sposób, że samochody z dostawami mogą wjeżdżać jedną bramą, a wyjeżdżać drugą bez konieczności zawracania. Magazyn został przystosowany do specjalistycznego przechowywania materiałów fotograficznych, m.in. dostosowano wszystkie instalacje do składowania w części podziemnej odczynników chemicznych. Na piętrze zaplanowano chłodnie do przechowywania filmów i papierów fotograficznych. Zainstalowano czujniki temperatury i wilgotności. Na dachu magazynu umieszczono kotłownię gazową do ogrzewania całego budynku.

## Nagrody i odbiór
Budynek otrzymał za projekt i realizację Nagrodę Roku SARP za 1993 rok. Otrzymał także tytuł Budowa Roku 1994 w konkursie organizowanym przez Izbę Projektowania Budowlanego i Nagrodę Ministra Gospodarki Przestrzennej i Budownictwa. Był też nominowany do nagrody Życie w Architekturze organizowanej przez czasopismo „Architektura Murator” w kategorii „Najlepszy budynek Warszawy 1989–1995”. W uzasadnieniu wskazano, iż inwestycja udowadnia, że projekt magazynu może mieć wartość architektoniczną poprzez nawiązanie do tradycji kraju pochodzenia inwestora. Pokazuje też, jak można kształtować przedmieście.
Konrad Kucza-Kuczyński stwierdził, że to jeden z pierwszych wartościowych architektonicznie budynków przemysłowo-biurowych w Polsce, które dbają o estetykę krajobrazu. Jerzy S. Majewski nazwał go „najbardziej charakterystycznym elementem architektonicznym u wschodnich bram miasta”. Marta Leśniakowska zwróciła uwagę na wysoki standard wykończenia, a architekturę budynku nazwała wybitną.
Budynek został ujęty w książce Aleksandry Stępień-Dąbrowskiej „Jakby luksusowo. Przewodnik po architekturze Warszawy lat 90.”, nominowanej do Nagrody Architektonicznej Prezydenta m.st. Warszawy 2022, wśród 94 wyselekcjonowanych i opisanych obiektów w Warszawie, które najpełniej ukazują styl architektoniczny, trendy i różnorodność architektoniczną tego okresu w stolicy. Został także wybrany przez Martę Leśniakowską do katalogu 800 budynków z ogólnej liczby ok. 20 000 z okresu od początku do sierpnia 1998, które są najbardziej reprezentatywne dla Warszawy i 230 budynków (z ogólnej liczby 450) z lat 1989–2001, które najlepiej oddają styl architektoniczny tego przedziału czasowego lub są cenne z punktu widzenia artystycznego i architektonicznego.